# Grand Prairie Stadium
Der Grand Prairie Stadium ist eine Sportanlage in Grand Prairie in Texas in den Vereinigten Staaten. Ursprünglich als Baseball-Stadion gebaut und als Fußballstadion genutzt, ist es seit 2022 zu einem Cricketstadion umgebaut worden.

## Kapazität und Infrastruktur
Es verfügt über 7.000 Sitzplätze die jedoch bei bedarf durch temporäre Infrastruktur auf 15.000 Plätze erweitert werden können. Es verfügt über eine Flutlichtanlage.

## Geschichte
Erbaut ab 2007, wurde das Stadion im Jahr 2008 für die Texas AirHogs in der American Association of Professional Baseball als Baseball-Stadion eröffnet und kostete damals 20 Millionen US-Dollar. Das Team wurde im Sommer 2020 in Folge der COVID-19-Pandemie geschlossen. Daraufhin übernahm American Cricket Enterprises das Stadion und baute es zu einem Cricketstadion um.

## Internationales Cricket
Auch wurden hier vier Spiele des ICC Men’s T20 World Cup 2024 ausgetragen.

## Nationales Cricket
Seit 2023 ist es Heimstätte der Texas Super Kings in der Major League Cricket.